# Szelomo Lahat
Szelomo Lahat, pseud. Chich (hebr. ‏שלמה להט‎) (ur. 9 listopada 1927 w Berlinie, zm. 1 października 2014 w Tel Awiwie) – izraelski generał i polityk pochodzenia niemieckiego, wieloletni burmistrz Tel Awiwu.

## Życiorys
Do Palestyny emigrował wraz z rodziną w 1933 roku po dojściu Hitlera do władzy. Ożenił się z Ziwą, mieli dwoje dzieci.
Służył w Haganie, a potem w wojsku izraelskim, gdzie dosłużył się stopnia generała.
Przez blisko 20 lat (1974–1993) pełnił funkcję burmistrza Tel Awiwu z ramienia Likudu. Miasto zawdzięcza mu gwałtowny rozwój i modernizację.
Jego imieniem nazwano reprezentacyjną nadmorską promenadę w Tel Awiwie.